# Mieko Hirota

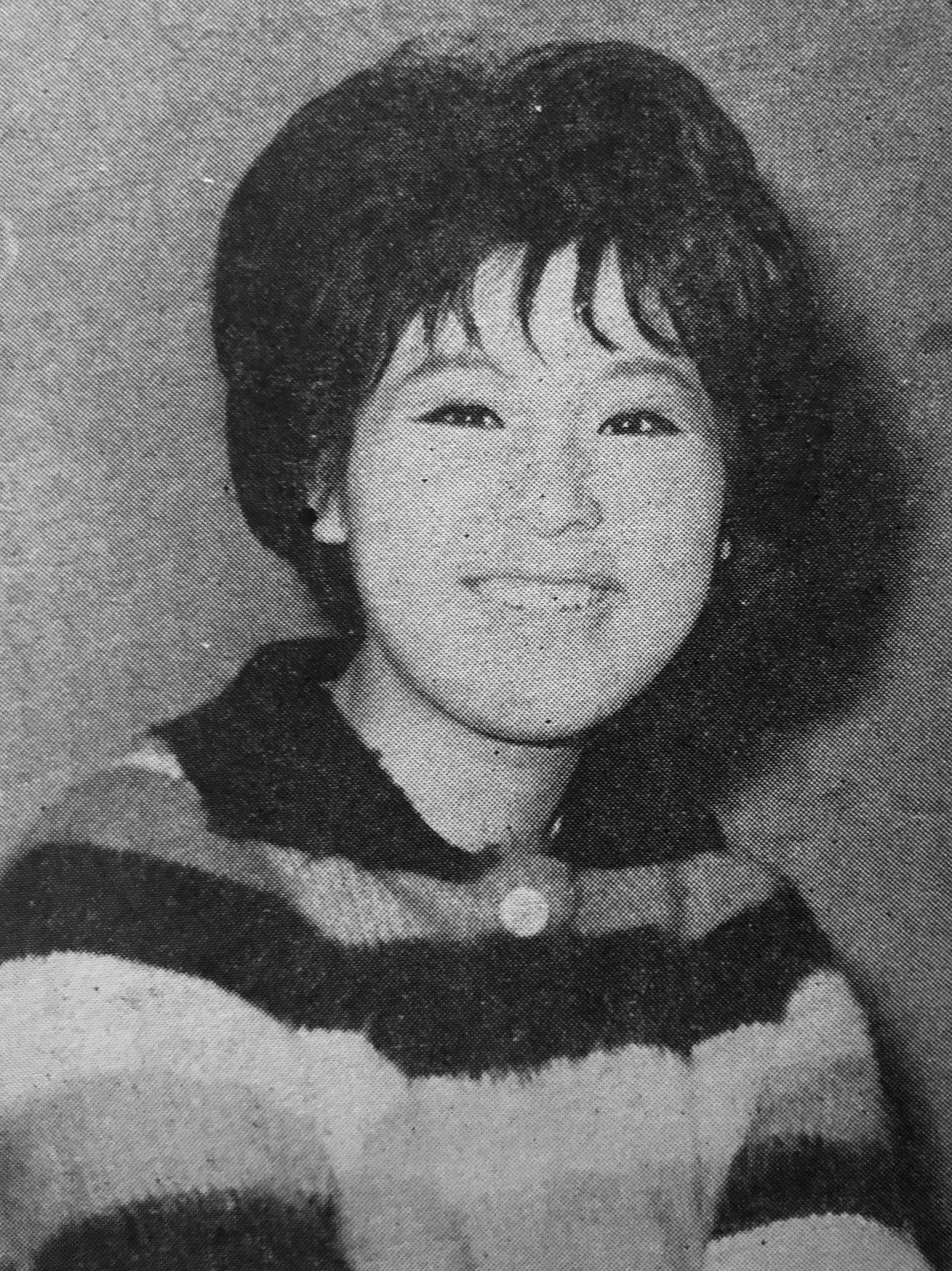
Mieko Hirota (1966)

Mieko Hirota  (jap. 弘田三枝子, auch Mico bzw. Miko; * 5. Februar 1947 in Tokio; † 21. Juli 2020) war eine japanische Pop- und Jazzsängerin.

## Leben und Wirken
Hirota begann bereits als Siebenjährige, in den Clubs der US Army aufzutreten. 1961 erhielt sie einen Plattenvertrag von Toshiba und veröffentlichte zunächst Don’t Treat Me Like A Child. Sie war an der Neujahrsshow Kōhaku Uta Gassen des Fernsehsenders NHK achtmal beteiligt, zunächst 1962, wo sie Vacation von Connie Francis interpretierte.
Im Oktober 1964 wechselte Hirota zu Nippon Columbia. Im Juli 1965 trat sie als erste japanische Sängerin beim Newport Jazz Festival in den USA auf, begleitet vom Billy Taylor Trio. Dort sang sie auch den Song Sunny von Bobby Hebb, der durch sie bekannt wurde. 1968 gab sie das erste Rhythm-&-Blues-Konzert in der Sankei Hall in Tokio.
Hirota verstarb am 21. Juli 2020 an den Folgen eines Sturzes.

## Diskographische Hinweise
- ミコR&Bを歌う Mieko Hirota on Stage Exciting R&B Vol.1 (Columbia, 1968)
- Miko Best Jazz Album (Columbia, 1975)
- Mieko Hirota with Billy Taylor Trio Miko in New York (Columbia, 1977)
- In My Feeling (Columbia, 1978)